# Gunthorpe (Norfolk)
Gunthorpe is een civil parish in het bestuurlijke gebied North Norfolk, in het Engelse graafschap Norfolk met 244 inwoners.